# De Aker
De Aker ist ein Stadtteil im Bezirk Amsterdam Nieuw-West in der Provinz Nordholland und macht einen Teil von Osdorp aus. Der Name stammt von dem Polder „Middelveldsche Akerpolder“. Das Viertel wird begrenzt durch den Zwarte Pad, der Wijsentkade, der Bonhoeffer- und der Bloemengartensingel, sowie einem Teil vom Osdorperweg und der Frankfurthersingel. Am 1. Januar 2024 hatte De Aker 10.335 Einwohner, davon lebten 4.500 Personen in De Aker-West und 5.835 in De Aker-Oost.

## Geschichte
Der frühere „Akerpolder“ wurde bereits 1598 trockengelegt. Die ersten 
ansässigen Bauern benutzten das Gebiet als Grasland für ihr Vieh. Sie bauten Häuser, Ställe und Scheunen. Später kamen Gärtnereien und eine Wohnwagensiedlung, De Rolleman, hinzu.
In den 1960er Jahren war ein Teil von De Aker bewohnt und bekam den Namen Middelveldsche Akerpolder (abgekürzt: MAP 1). Ab 1988 wurde das übrige Gebiet bevölkert und Wohnungen gebaut (MAP 2). Es entstanden die Weiler Bergenwijk, Eilandenwijk, Geldwijk und Merenwijk. 2004 wurde die Bebauung von De Aker fertiggestellt.
In De Aker befindet sich ein „Aktiviteiten Centrum“ für Kinder. Jeden Mittwoch findet dort der „Kinderclub“ statt, der von den Bewohnern des Viertels geleitet wird auf ehrenamtlicher Basis. Die im ganzen Jahr stattfindenden Aktivitäten werden mit dem Vaderfestival abgeschlossen. Unter der Bezeichnung „Wereldvaders“ soll die Aufmerksamkeit der Väter auf die Kindererziehung gelenkt werden.
Das Huis van de Wijk De Aker & Osdorp West (ein Gebäude als Informationszentrum im Stadtteil für die Bewohner von De Aker und Osdorp-West) ist ein Treffpunkt die Bewohner für Kurse, Informationen und soziale Aktivitäten. Das Huis van de Wijk ist sieben Tage in der Woche geöffnet.
Ein Radfahr- und Spaziergängerweg führt an der Akermolen vorbei, eine Verbindung des Erholungsgebietes zwischen Amstelland und Spaarnwoude.

### Verkehrsverbindung
Die Straßenbahn (Tramlijn) Nr. 1 fährt vom Hauptbahnhof in Richtung Dam, der Leidsestraat, Overtoom und Lelylaan zum
Endpunkt De Aker in Osdorp.

## De Akermolen

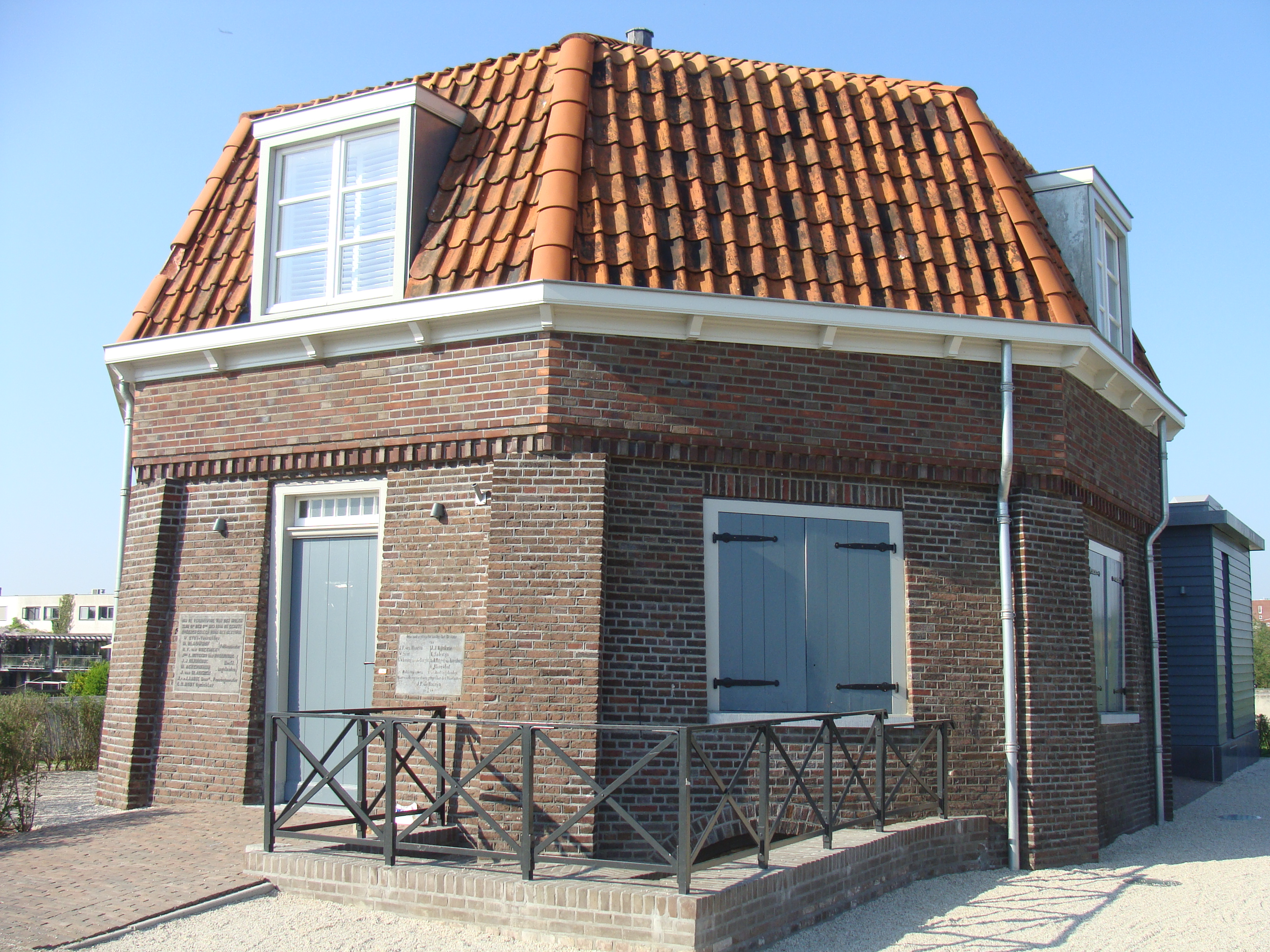
De Akermolen nach der Renovierung 2011

De Akermolen (deutsch Akermühle), auch Oude Molen (deutsch alte Mühle) genannt, war früher eine Windmühle in Osdorp und ist ein übriggebliebener Teil von einer Poldermühle. Die aus 1876 stammende Mühle befindet sich am Zwarte Pad Nr. 30. De Akermolen wurde wahrscheinlich nicht 1876 neu gebaut, sondern es wurde Gebrauch gemacht von einer abgebrochenen Windmühle aus einem anderen Polder (Frank Henke). Die Mühle wird als „Molenromp“ (Mühlenrumpf) bezeichnet, da das obere Teil, die Windflügel, nicht mehr vorhanden ist. Anfang des 20. Jahrhunderts wurden die Windflügel ersetzt durch ein elektrisches Pumpwerk.

## Weiterführende Literatur
- Ton Heijdra: Amsterdam Nieuw-West. De geschiedenis van de Westelijke Tuinsteden. Uitgeverij René de Milliano, Alkmaar 2010. ISBN 978-9072-810-588
- Hilde de Haan, Jolanda Keesom: Gebouwen in de Aker, Amsterdam-Osdorp. ISBN 90-5105-035-6